# Дубенки (Ивановская область)
Дубенки — село в Гаврилово-Посадском районе Ивановской области России, входит в состав Осановецкого сельского поселения.

## География
Село расположено в 11 км на юг от центра поселения села Осановец и в 15 км на юго-запад от райцентра города Гаврилов Посад.

## История
В первый раз село упоминается в «разъезжей грамоте» 1521 года, в которой указаны границы земель Дубенок и села Лычева. Из этой грамоты видно, что Дубенки были вотчиной Суздальского Покровского женского монастыря. В 1854 году вместо деревянной церкви на средства прихожан построена каменная церковь с колокольней. Престолов в ней два: холодный — в честь Покрова Пресвятой Богородицы и теплый придельный — в честь Смоленской иконы Божьей Матери. В 1893 году в Дубенках имелось 47 дворов, мужчин — 152, женщин — 182.
В конце XIX — начале XX века село входило в состав Никульской волости Юрьевского уезда Владимирской губернии.
С 1929 года село входило в состав Загорского сельсовета Гаврилово-Посадского района, с 1954 года — в составе Лычевского сельсовета, с 2005 года — в составе Осановецкого сельского поселения.

## Население
| 1859 | 1905 | 2010 |
| ---- | ---- | ---- |
| 240  | ↗353 | ↘30  |

## Достопримечательности
В селе находится действующая Церковь Покрова Пресвятой Богородицы (1854)